# Schrank

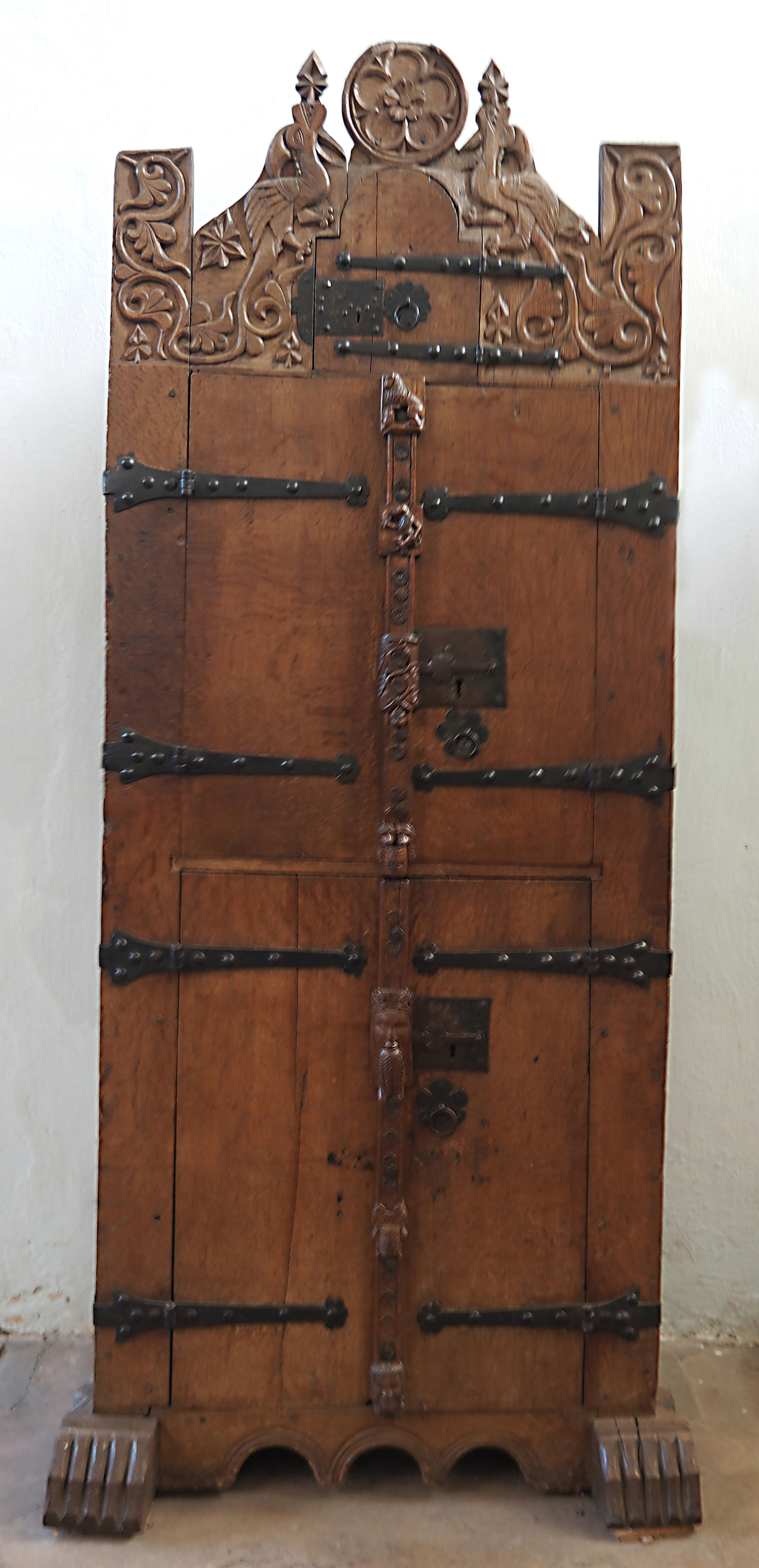
Eichenbohlenschrank St. Sylvestri, Wernigerode (13. Jh.)

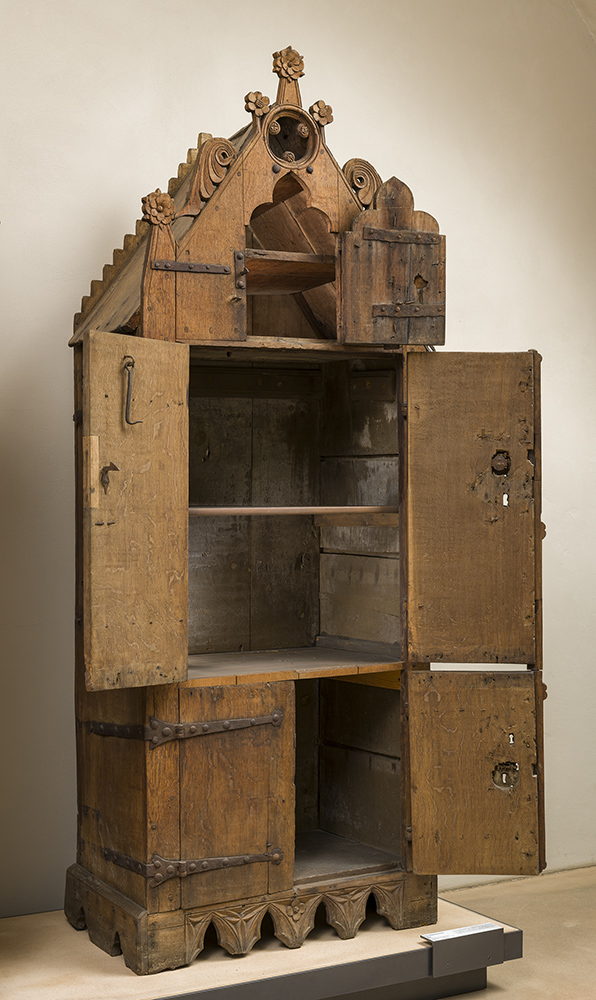
Giebelschrank, um 1300. Domschatz Halberstadt, geöffnet

Ein Schrank (niederdeutsch Schapp, rheinisch Schaft, Schaff, süddt. auch Hälter, schweizerisch, süddt. und österr. auch Kasten) ist ein Möbelstück, welches der Lagerung von Gegenständen jeglicher Art dient. Die Lagerungsfläche entsteht durch waagerechte Böden (Borde, Tablare), die in ein vertikales Gestänge eingehängt oder an der Wand befestigt sind. Im Gegensatz zu einem Regal und einer Vitrine kann ein Schrank vorne komplett geschlossen werden. Im gewöhnlichen Sprachgebrauch werden vor allem hohe – also etwa mannshohe oder größere – Möbelstücke tatsächlich als „Schrank“ bezeichnet, obwohl formal auch kleinere Möbelstücke wie Anrichten und Kommoden in diese Kategorie fallen.
Er entwickelte sich aus der aufrecht gestellten Kastentruhe bzw. aus zwei übereinander gestapelten Truhen. Etymologisch bedeutet Schrank eigentlich vergittertes Gestell, abgeschlossener Raum. Diese Bedeutung hat man dann etwa im 15. Jahrhundert auf jene aufgestellte Truhe übertragen.

## Geschichte und Entwicklung

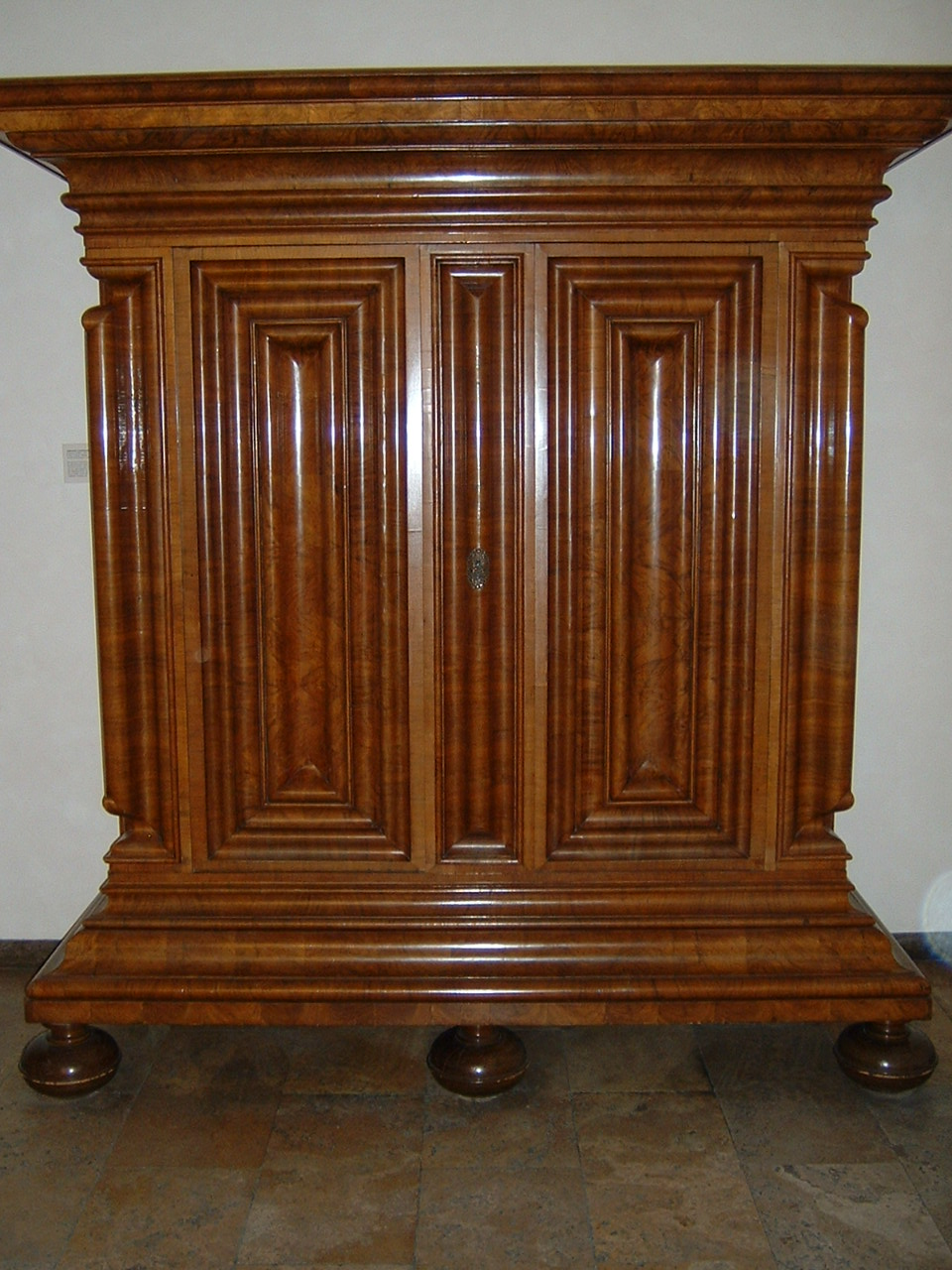
Exemplar eines barocken Frankfurter Schranks

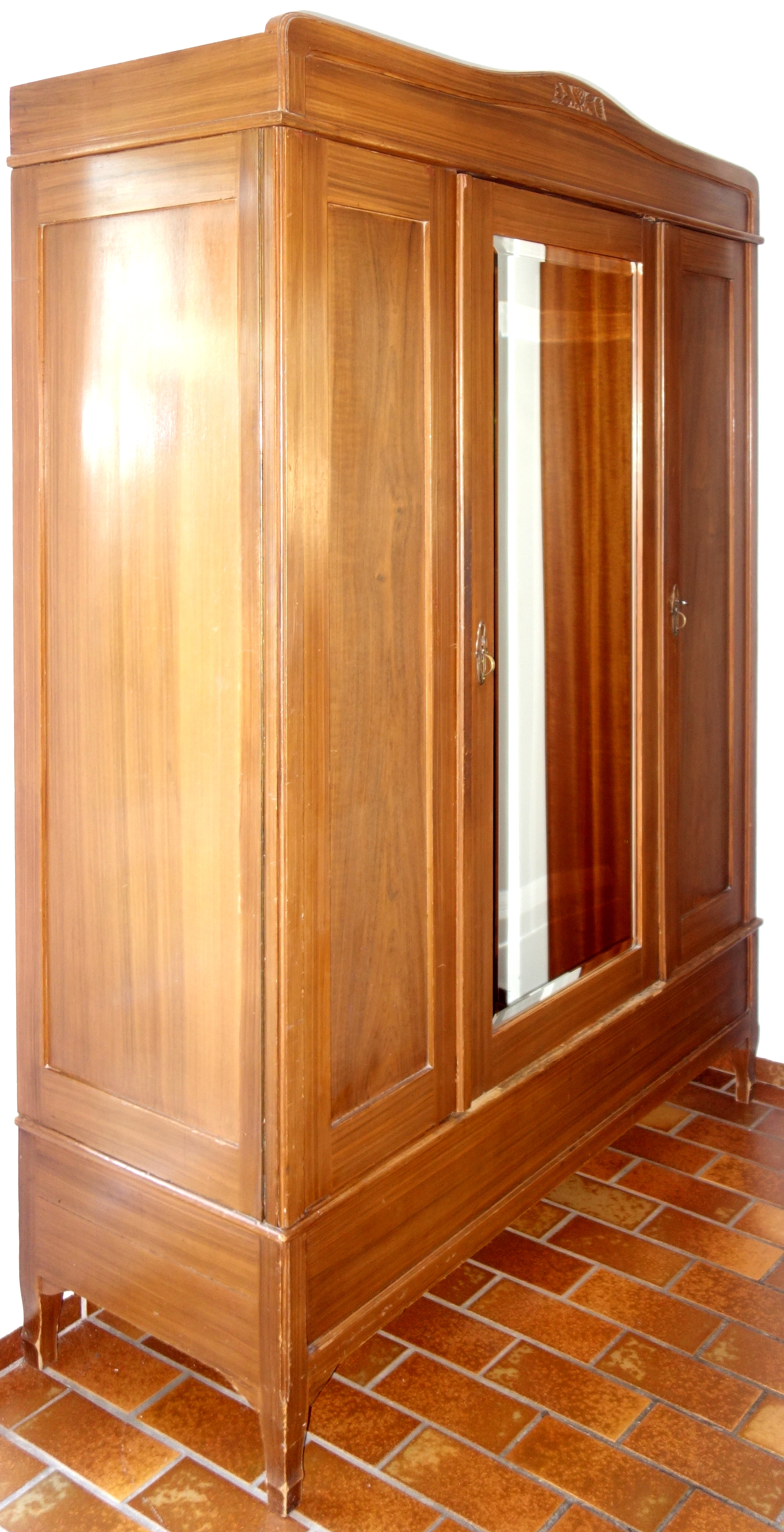
Spiegelschrank (Jugendstil)

Ein Schrank war ursprünglich ein elliptischer, kastenartiger Behälter, der in der Kirche zur Aufbewahrung der heiligen Geräte, der Priestergewänder usw. diente und deshalb an der Vorderseite vergittert wurde. Später erhielt der Schrank Türen, die mit Malereien verziert waren, und wurde auf vier niedrige Pfosten gesetzt, die erst in der Renaissancezeit zu gedrehten Füßen ausgebildet wurden. Abweichend davon war ein Stollenschrank ein auf hohen Pfosten stehender Schrank. Von der Vergitterung blieb später, als der Schrank in den profanen Gebrauch übergegangen war, in der Schranktür eine kleine vergitterte Öffnung übrig, hinter der man Heiligenbilder, Reliquien, Prunkstücke und dergleichen zur Schau stellte.
Unter dem Einfluss des gotischen Stils wurde der Schrank architektonisch gegliedert (Fassadenschrank) und die Füllungen der Türen wurden entweder mit Schnitzereien, Intarsien oder Gemälden verziert, die dann ab der Renaissancezeit zu immer größerer Vielfalt weiterentwickelt wurden.
Der Schrank der Renaissance blieb auch für die spätere Gestaltung dieses Möbelstückes bis hin zur Gegenwart maßgebend. Gegenwärtig wird der Name Schrank für jedes Aufbewahrungsmöbel gebraucht, dessen Vorderseite mit Türen geschlossen werden kann (Kleider-, Geld-, Küchen-, Bücherschrank, Kühlschrank usw.).
Viele heutige Schrankmodelle bestehen zumeist aus Spanplatten, die mit Furnier oder mit Kunststoff beschichtet sind. Die einzelnen Komponenten, wie Seitenteile, Boden, Abdeckung, Türen etc., werden häufig mit Kunststoff- oder Metallkleinteilen („Beschlägen“) zusammengefügt.

## Varianten

### Nach gelagerten Gegenständen
- Besenschrank
- Brotschrank
- Bücherschrank
- Eierschrank
- Fliegenschrank
- Gärschrank
- Giftschrank
- Growschrank
- Kleiderschrank
- Kühlschrank (österr. Eiskasten)
- Schuhschrank
- Vorratsschrank (z. B. Fliegenschrank)
- Waffenschrank
- Werkzeugschrank

### Nach Standort
- Küchenschrank
- Spiegelschrank (Bad)

### Nach innerer Aufteilung
- Chiffarobe
- Geschirrabtropfschrank
- Schrankküche
- Spind

### Nach äußerer Bauform
- Brandschrank
- Fassadenschrank
- Kabinettschrank (z. B. Stipo a bambocci)
- Kommode
- Schrankwand
- Spiegelschrank
- Stollenschrank
- Wandschrank, Einbauschrank
- Zeltschrank

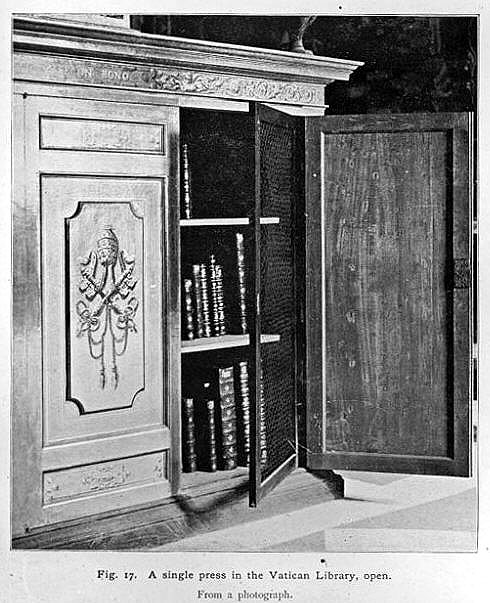
Bücherschrank in der Vatikanbibliothek
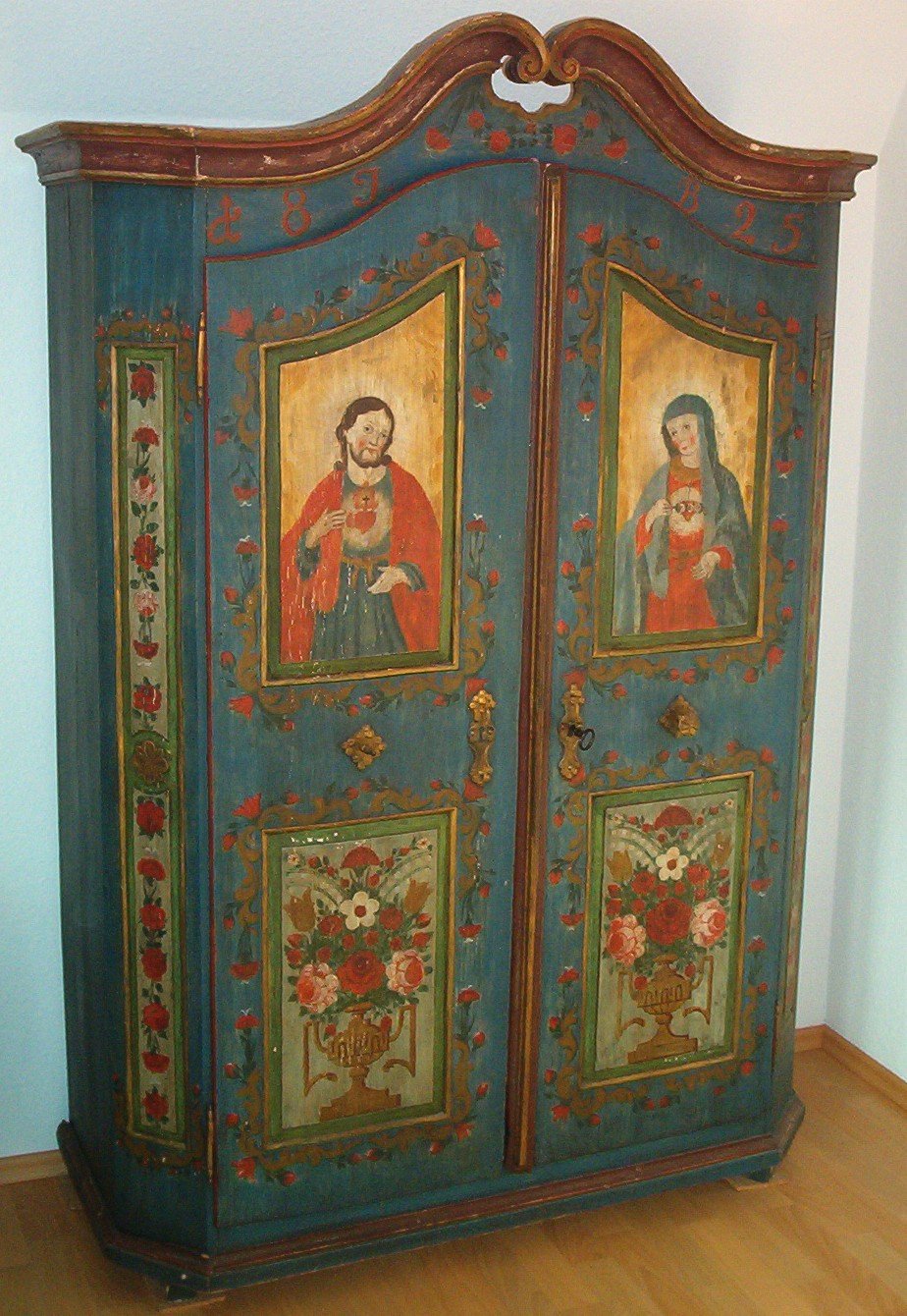
Kleiderschrank (um 1800)
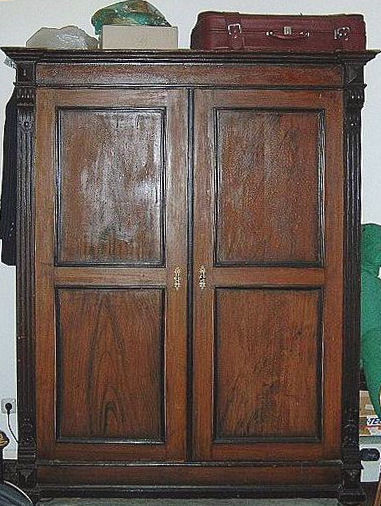
Kleiderschrank (um 1900)
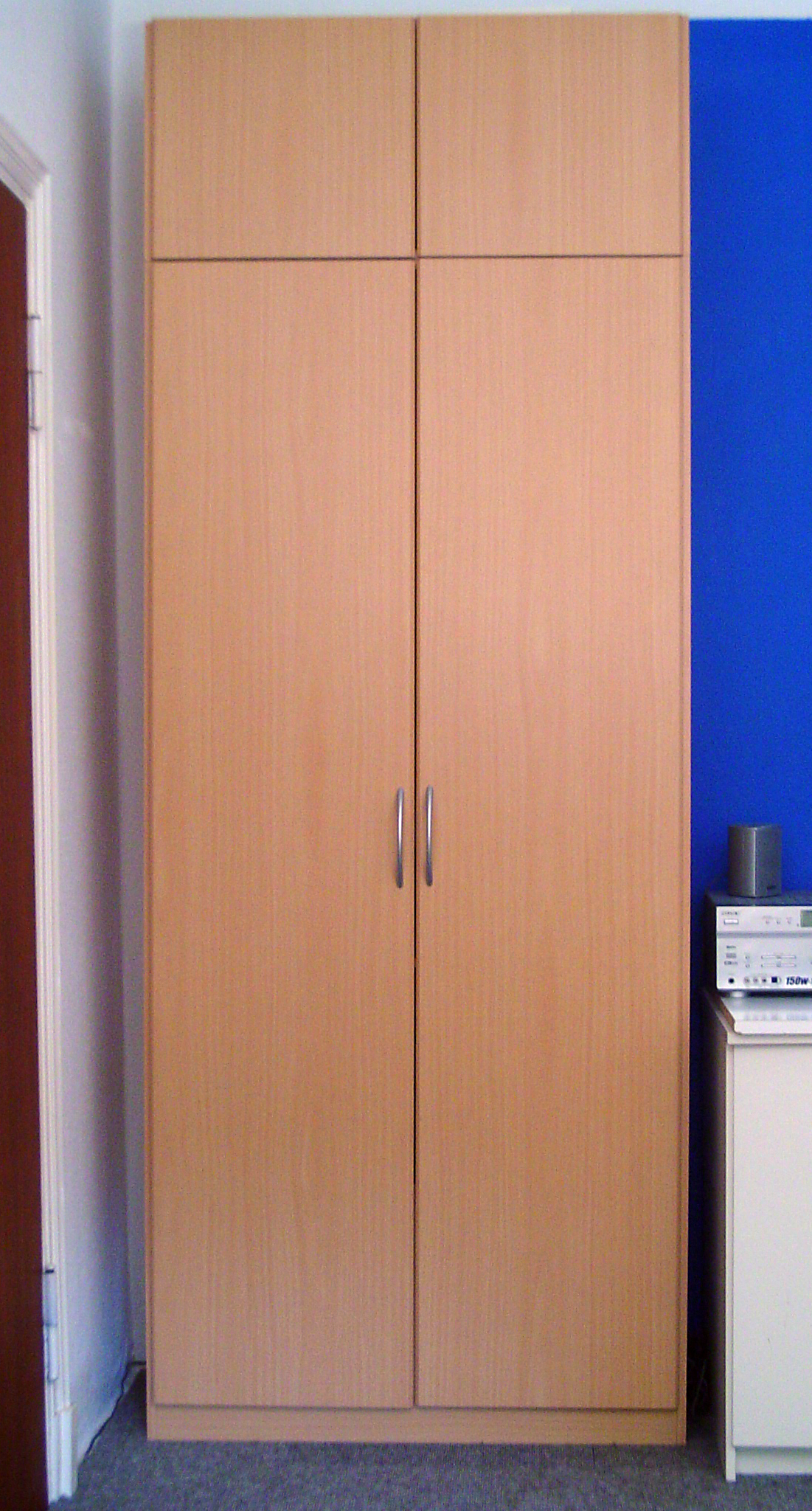
Moderner Schrank
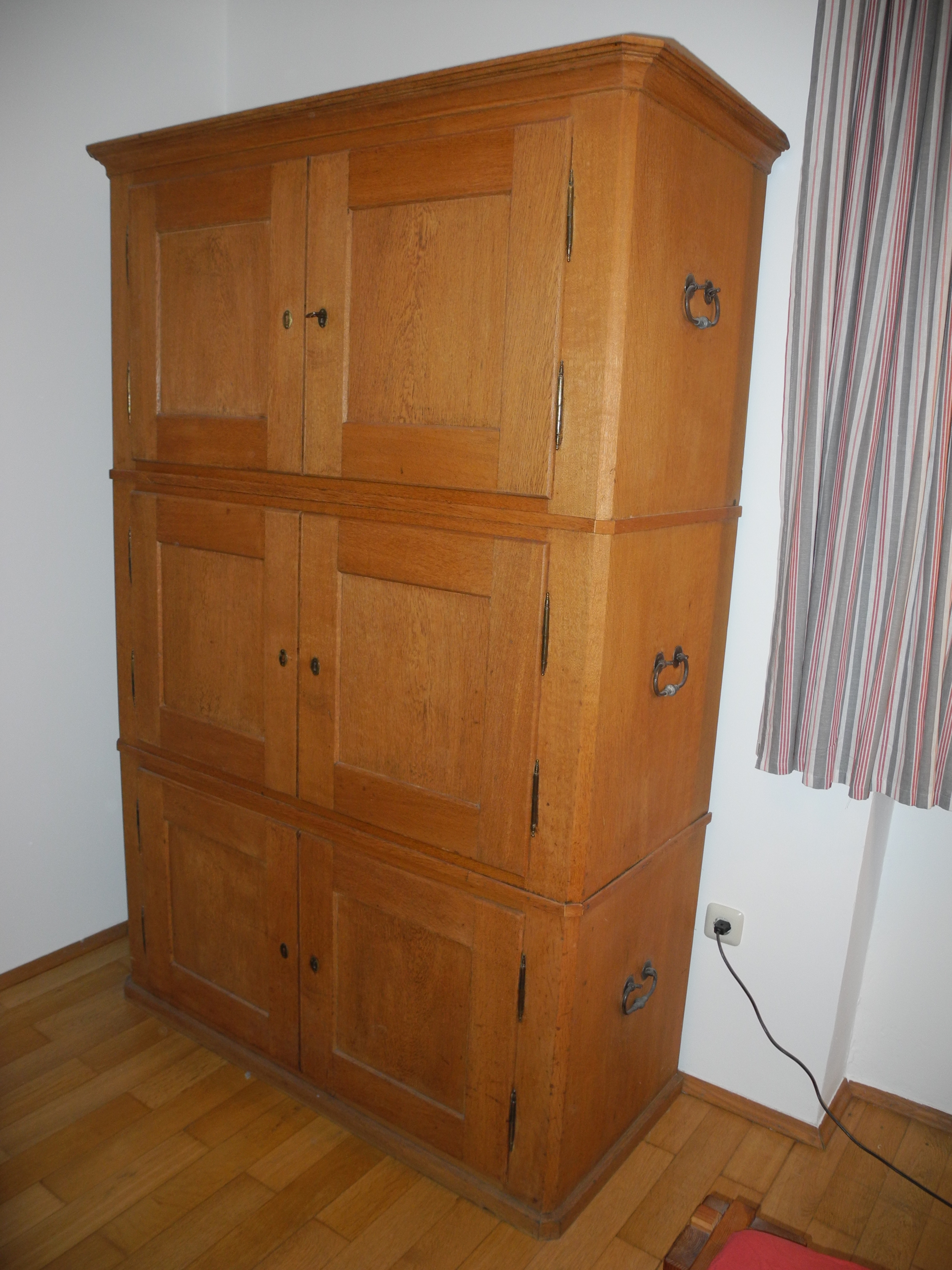
Brandschrank
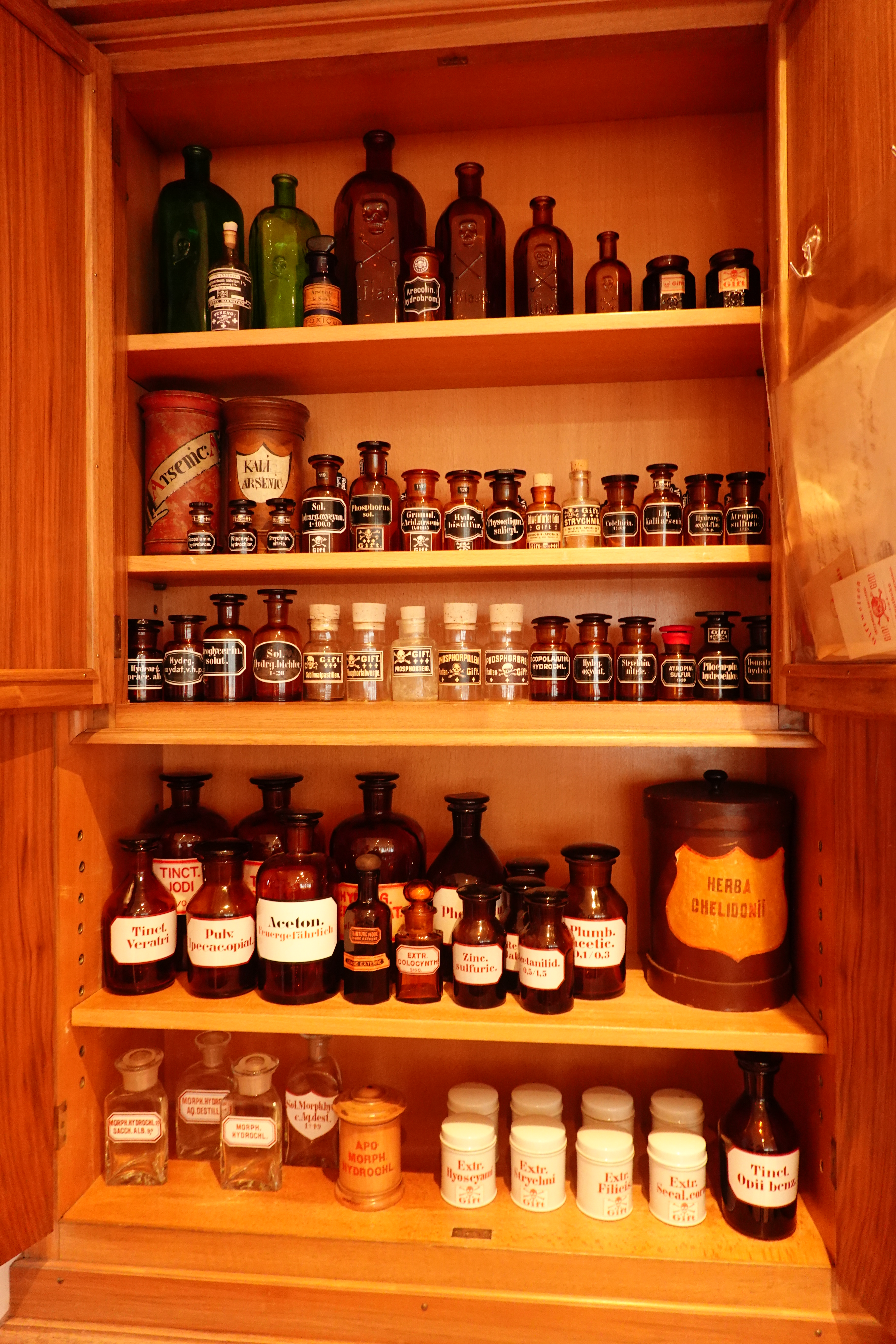
Giftschrank im Apothekenmuseum Neubiberg
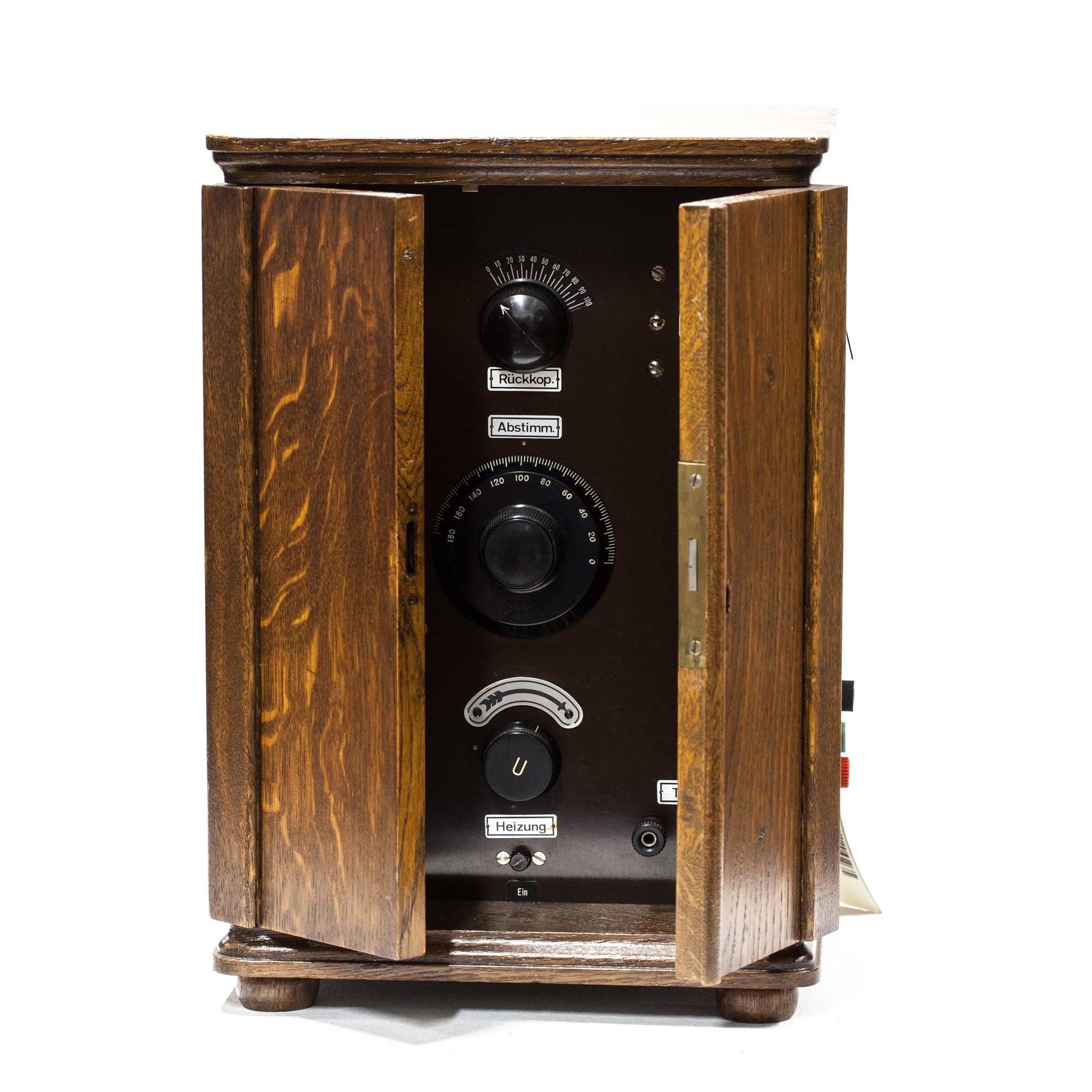
Frühe Rundfunkempfänger wurden in Schränke eingebaut (1924)